# طويلة المفاصل
طويلة المفاصل (التسمية الثنائية:†Tanystropheus) هي جنس منقرض من الزواحف يتبع فصيلة طويلات المفاصل من رتبة العظائيات الأولية. كانت من الزواحف التي يبلغ طولها 6 أمتار والتي يعود تاريخها إلى فترة الثلاثي الأوسط. يمكن التعرف عليها من خلال رقبتها الممتدة للغاية والتي بلغ طولها 3 أمتار - أطول من جسمها وذيلها مجتمعين. وكانت العنق مكونة من 12-13 فقرات طويلة للغاية. مع عنقها الطويل جدًا ولكن المتيبس نسبيًا غالبًا ما تم اقتراح أن طويلة المفاصل هي من الزواحف المائية أو شبه مائية وهي نظرية تدعمها حقيقة أن مستحاثات المخلوق وجدت بشكل شائع في مواقع المستحاثات شبه المائية حيث تواجد بقايا زواحف أرضية معروفة شحيح جدا. تم العثور على مستحاثات لها في أوروبا. الهياكل العظمية الكاملة للأفراد الأحداث هي الأكثر وفرة في تشكيل بيسانو في إيطاليا ؛ تم العثور على مستحاثات أخرى في الشرق الأوسط والصين يعود تاريخها إلى 232 مليون سنة مضت خلال فترة الثلاثي الأوسط (مرحلة اللاديني).